# ロバート・クレイマー
ロバート・クレイマー（Robert Kramer、1939年6月22日 - 1999年11月10日）は、アメリカ合衆国の映画監督、俳優、脚本家である。日本語では「ロバート・クレーマー」とも表記される。『ドクス・キングダム』や『ルート1/USA』などの作品で知られている。

## 来歴・人物
1939年6月22日、ニューヨーク州ニューヨークに生まれる。哲学と西洋史学をスワースモア大学とスタンフォード大学で学ぶ。1960年代には過激派左翼グループに属していた。1967年、「ニューズリール」という集団を共同設立する。同グループは、今日にいたるまで、社会運動や少数派の闘争に密着し、数々の献身的な映画の演出および配給を可能にして来ている。1969年、ノーマン・フルクターおよびジョン・ダグラスとの共同監督により、南ヴェトナムで『人民の戦争』というドキュメンタリー映画を撮った。
1982年、ヴィム・ヴェンダース監督の『ことの次第』の脚本を共同執筆する。
1999年11月10日、セーヌ＝マリティーム県ルーアンで死去。60歳没。

## フィルモグラフィ

### 長編映画
- イン・ザ・カントリー In the Country (1966年)
- エッジ The Edge (1968年)
- 人民の戦争 People's War (1969年、ノーマン・フルクター、ジョン・ダグラスとの共同監督)
- アイス Ice (1970年)
- マイルストーンズ Milestones (1975年、ジョン・ダグラスとの共同監督)
- ポルトガルにおける階級闘争からのいくつかの情景 Scenes from the Class Struggle in Portugal (1977年)
- ガンズ Guns (1980年)
- 誕生 La Naissance (1981年)
- 全速力で À toute allure (1982年)
- Notre nazi (1984年)
- ディーゼル  Diesel (1985年)
- Un plan d'enfer (1986年)
- ドクス・キングダム Doc's Kingdom (1987年)
- ルート1/USA Route One/USA (1989年)
- ディア・ドク Dear Doc (1990年)
- ベルリン 90年10月 Berlin 10/91 (1990年)
- ビデオ書簡: ロバート・クレイマーとスティーヴ・ドウォスキン Video Letters: Robert Kramer and Stephen Dwoskin (1991年)
- 風下にて Sous le vent (1991年)
- La Roue (1992年)
- スターティング・ポイント Point de départ (1993年)
- ウォーク・ザ・ウォーク Walk the Walk (1995年)
- マント Le Manteau (1996年)
- セイコムサ Say Koms Sa (1998年)
- 平原の都市群 Cités de la plaine (1999年)

### 短編映画
- FALN FALN (1965年、ピーター・ゲスナーとの共同監督)
- 恐怖 La Peur (1983年)
- ペルー、フィデル・イントゥルサ・フェルナンデスのために Pour Fidel Intursa Fernandez, Pérou (1991年、『忘却に抗って - 命のための30通の手紙』の一編)
- ゴースト・オブ・エレクトリシティ Ghosts of Electricity (1997年、『映画の未来 ロカルノ半世紀』の一編)